# Prickvingad svävfluga

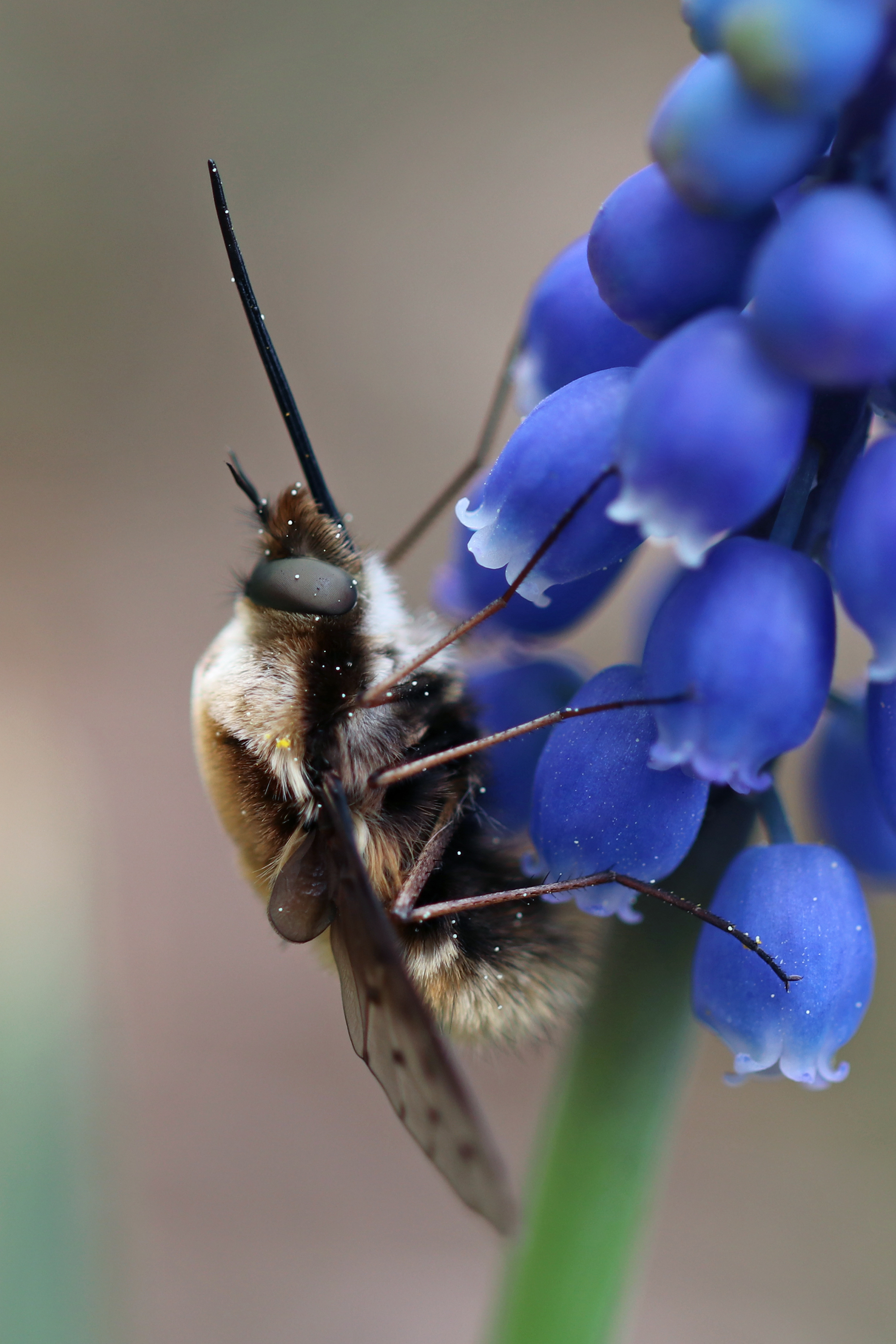
Prickvingad svävfluga fotad i Värmland, april 2019.

Prickvingad svävfluga (Bombylius medius) är en tvåvingeart som beskrevs av Carl von Linné 1758. Prickvingad svävfluga ingår i släktet Bombylius och familjen svävflugor. Enligt den finländska rödlistan är arten nationellt utdöd i Finland. Enligt den svenska rödlistan är arten nära hotad i Sverige. Arten förekommer i Götaland, Öland och Svealand. Arten har tidigare förekommit i Nedre Norrland men är numera lokalt utdöd. Artens livsmiljö är torra gräsmarker. Inga underarter finns listade i Catalogue of Life.